# Паднал ангел
Паднал ангел според християнските учения е ангел, първоначално част от безгрешните ангели, но или отвлечен от Сатаната или разбунтувал се, който престава да служи на Бога и става слуга на Сатаната. Падналите ангели се борят с църквата, извършват злини, изкушават хората и ги подтикват към грях. Тях ги чака ада и вечен огън.
Изразът не се среща в библията, нито в авраамическите религии, но се използва за ангели, изгонени от небесата.
Подобно на католицизма, източноправославното християнство споделя основната вяра в падналите ангели като духовни същества, въстанали срещу Бога. За разлика от католицизма, няма установена доктрина за точната природа на падналите ангели, но източноправославното християнство единодушно се съгласява, че силата на падналите ангели винаги е по-малка от тази на Бога. Следователно вярата в падналите ангели винаги може да бъде асимилирана с местната ерудиция, докато тя не нарушава основните принципи. Някои теолози дори предполагат, че падналите ангели могат да бъдат реабилитирани в бъдещия свят. Те играят важна роля в духовния живот на вярващите. Както в католицизма, падналите ангели изкушават и подбуждат хората към греха, но психичното заболяване също е свързано с падналите ангели.
Понятието паднал ангел е присъщо и на исляма, въпреки че там тяхното дело е съвсем различно.